# ページ・ターナー
『ページ・ターナー』（西: Menja d'amor, 独: Früchte der Liebe – Food of Love）は、2001年に製作されたスペイン・ドイツの映画。原作は、デヴィッド・レイヴィットの小説『The Page Tuner』。
日本では、2002年8月2日に第11回東京国際レズビアン&ゲイ映画祭にて上映された。

## キャスト
- ポール：ケヴィン・ビショップ
- リチャード：ポール・リス
- ジョゼフ：アラン・コーデュナー
- パメラ：ジュリエット・スティーヴンソン
- テディ：ナイーム・トーマス